# Ludmiła Anannikova
Ludmiła Anannikova (ur. 15 maja 1984 w Kazaniu) – polska dziennikarka i reporterka specjalizująca się w tematyce społecznej.

## Życiorys
Absolwentka Wyższej Szkoły Nauk Humanistycznych i Dziennikarstwa w Poznaniu. W 2008 rozpoczęła pracę w redakcji „Gazety Wyborczej” w Poznaniu, w 2014 została dziennikarką portalu Wyborcza.pl, pracowała też w zespole działu krajowego w Warszawie. Równocześnie przez kilka lat współpracowała z „Dużym Formatem” i w 2018 dołączyła na stałe do zespołu „DF”.

## Nagrody i wyróżnienia
W 2017 znalazła się, obok Pawła Cywińskiego, Pawła Sulika oraz portalu OKO.press, w grupie czworga nominowanych do medialnej nagrody Amnesty International – Pióra Nadziei.
W listopadzie 2018 roku została wyróżniona w prowadzonym przez Fundację Inspiratornia konkursie dla dziennikarzy „Uzależnienia XXI wieku”, który ma na celu promowanie wiedzy na temat uzależnień behawioralnych. Wyróżniono jej tekst „Złapani w sieć” opublikowany w „Gazecie Wyborczej”.
W grudniu 2018 roku została laureatką VI edycji konkursu Nagroda „Newsweeka” im. Teresy Torańskiej – zwyciężyła w kategorii „najlepszy materiał dziennikarski opublikowany drukiem, online, w telewizji bądź w radiu”. Doceniono jej artykuł „Niepełnosprawny? No to dożywocie”, opublikowany w „Dużym Formacie”.
W 2019 roku wraz z dziennikarzem Piotrem Żytnickim była nominowana do nagrody Grand Press 2019 w kategorii „News” za cykl tekstów „Wasyl porzucony na śmierć”, w którym opisali szokujące okoliczności śmierci Ukraińca, który zasłabł w pracy, a szefowa zamiast udzielić mu pomocy, wywiozła jego ciało do lasu. W tym samym roku z Piotrem Żytnickim byli też nominowani do studenckiej nagrody dziennikarskiej MediaTory – w kategorii ReformaTOR. Nominowano ich tekst „Nie płacz, bo będzie zwarcie. Dlaczego Ilona popełniła samobójstwo i czy w Amice był mobbing? Ujawniamy nieznane fakty” opublikowany w „Dużym Formacie”.
W 2020 roku została nominowana do nagrody Grand Press w kategorii „Dziennikarstwo specjalistyczne” za tekst „Rodzę nie dla siebie” opublikowany w „Dużym Formacie”, który opowiadał o ukraińskich surogatkach.
W 2021 roku została nominowana do nagrody Grand Press w kategorii "wywiad" za tekst „Nie bój się mojej chusty”, który ukazał się w „Dużym Formacie". Nominacja dotyczy tak naprawdę 2020 roku, ponieważ wówczas kategoria wywiad została wycofana z konkursu. Powodem były "wątpliwości wobec jednej ze zgłoszonych prac". W 2021 roku jurorzy dokonali ponownej oceny wszystkich prac nominowanych w poprzednim roku i po dyskusji dołączyli do ostatecznych nominacji jeden materiał - właśnie Anannikovej.

## Twórczość
2021 r. - "Skazani. Historie skrzywdzonych przez system", Wyd. W.A.B.